# 武家庄镇 (中阳县)
武家庄镇，是中华人民共和国山西省吕梁市中阳县下辖的一个乡镇级行政单位。

## 行政区划
武家庄镇下辖以下地区：
石口头村、枣坪村、武家庄村、刘家圪垛村、福禄峪村、上庄村、张家庄村、北沟村、南曲村、刘家庄村、塔上村、冯家庄村和郝家圪达村。